# Mouilly
Mouilly ist eine französische Gemeinde mit 106 Einwohnern (Stand: 1. Januar 2022) im Département Meuse in der Region Grand Est (vor 2016: Lothringen). Die Gemeinde gehört zum Arrondissement Verdun, zum Kanton Étain und zum Gemeindeverband Territoire de Fresnes-en-Woëvre.

## Geographie
Mouilly liegt am Rand des 1974 gegründeten Regionalen Naturparks Lothringen etwa 16 Kilometer südsüdöstlich von Verdun. Umgeben wird Mouilly mit den Nachbargemeinden Rupt-en-Woëvre im Westen und Norden, Bonzée im Norden und Nordosten, Les Éparges im Osten, Saint-Remy-la-Calonne im Südosten, Vaux-lès-Palameix im Süden sowie Ranzières im Südwesten.

## Bevölkerungsentwicklung
| Jahr                       | 1962 | 1968 | 1975 | 1982 | 1990 | 1999 | 2006 | 2011 | 2019 |
| Einwohner                  | 129  | 117  | 103  | 95   | 94   | 108  | 110  | 106  | 110  |
| Quellen: Cassini und INSEE |      |      |      |      |      |      |      |      |      |

## Sehenswürdigkeiten
- Kirche Saint-Genès aus dem 18. Jahrhundert

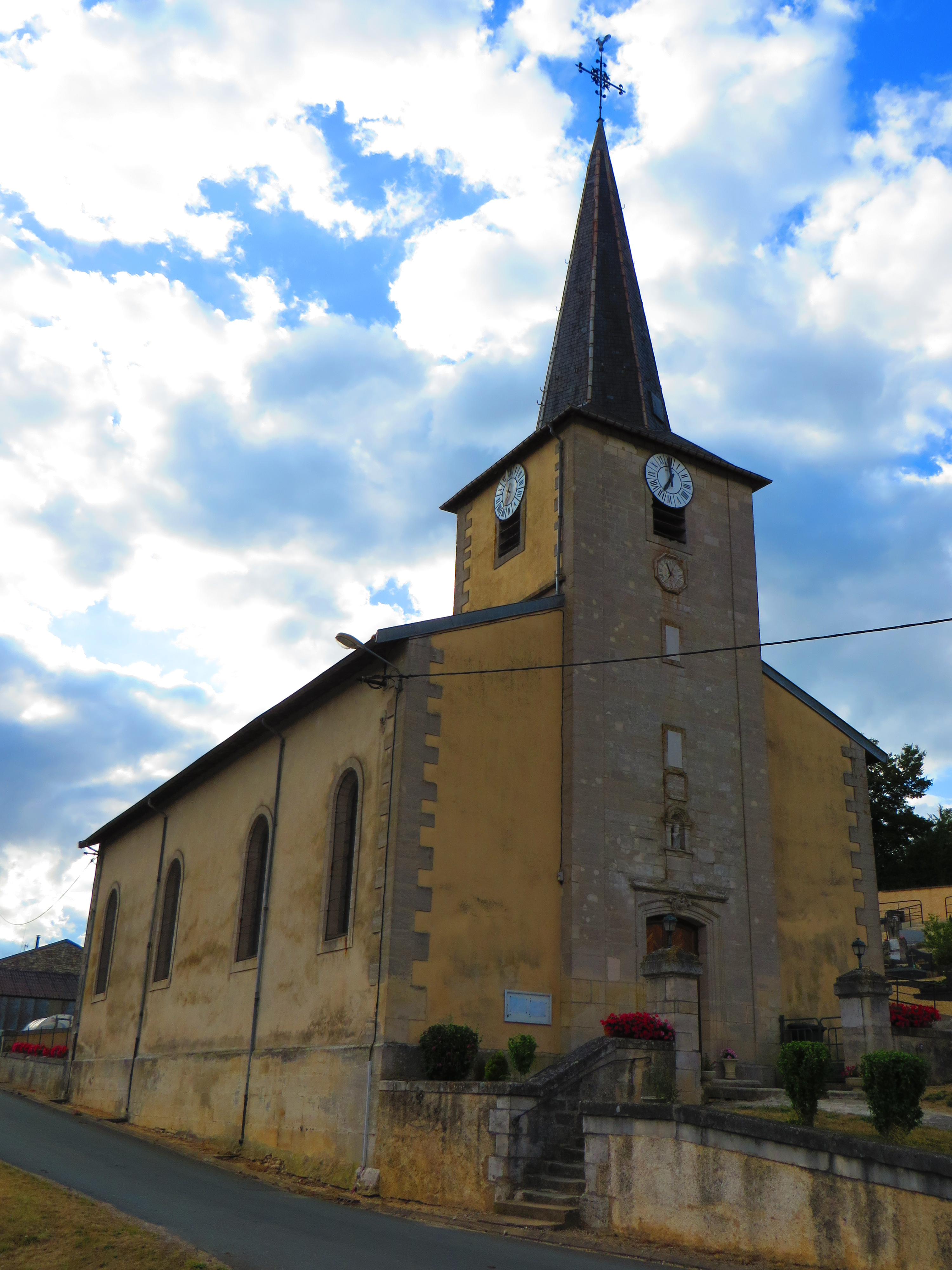
Kirche Saint-Genès